# Screamin' Jay Hawkins
Jalacy Hawkins (n. 18 iulie 1929, Cleveland, Ohio - d. 12 februarie 2000, Neuilly-sur-Seine, Franța), mai cunoscut ca Screamin' Jay Hawkins a fost un muzician american, cântăreț și actor. Devenit faimos pentru vocea sa puternică, caracteristică muzicii de operă, dar și pentru prestațiile teatrale ale unor cântece ca "I Put a Spell on You", Hawkins se afișa adesea pe scenă în costumații și în prezența unor decoruri macabre, făcându-l unul dintre primii muzicieni ce abordau stilul cunoscut mai târziu ca shock rock. 
1. 1 2  Autoritatea BnF, accesat în 10 octombrie 2015
2. 1 2  Screamin' Jay Hawkins, SNAC, accesat în 9 octombrie 2017
3. 1 2  „Screamin' Jay Hawkins”, Gemeinsame Normdatei, accesat în 29 aprilie 2014
4. 1 2  Screamin' Jay Hawkins, Discogs, accesat în 9 octombrie 2017
5. 1 2  Screamin' Jay Hawkins, Find a Grave, accesat în 9 octombrie 2017
6. 1 2  Fichier des personnes décédées mirror
7. ↑  „Screamin' Jay Hawkins”, Gemeinsame Normdatei, accesat în 15 decembrie 2014
8. ↑  „Screamin' Jay Hawkins”, Gemeinsame Normdatei, accesat în 31 decembrie 2014
9. ↑  Metal Evolution[*] Verificați valoarea |titlelink= (ajutor)